# Залесье (Залесский сельсовет, Брестская область)
Зале́сье (бел. Залессе) — деревня в Кобринском районе Брестской области Белоруссии. Входит в состав Залесского сельсовета.
По данным на 1 января 2016 года население составило 729 человек в 275 домохозяйствах.
В деревне расположены почтовое отделение, средняя школа, ясли-сад, дом культуры, амбулатория и магазин.

## География
Деревня расположена в 8 км к востоку от города и станции Кобрин, в 54 км к востоку от Бреста, на автодороге М10 Кобрин-Гомель.
На 2012 год площадь населённого пункта составила 2,45 км² (245 га).

## История
Населённый пункт известен с XVI века. В разное время население составляло:
- 1999 год: 228 хозяйств, 620 человек;
- 2009 год: 749 человек;
- 2016 год[2]: 275 хозяйств, 729 человек;
- 2019 год[1]: 623 человека.